# Wass Huba
Wass Huba (az Egyesült Államokban Huba Wass de Czege, Kolozsvár, 1941. augusztus 13. –) magyar származású amerikai katonatiszt, az Amerikai Egyesült Államok Hadseregének nyugalmazott dandártábornoka és katonai teoretikusa, Wass Albert író fia.

## Élete
A Wass család a második világháború vége felé, a szovjet csapatok elől Németországba menekült, majd 1951-ben az Amerikai Egyesült Államokba emigrált. 1964-ben diplomázott a West Point-i katonai akadémián mint gyalogsági tiszt.
Első megbízatása a Nyugat-Németországban állomásozó 8. Gyalogos Hadosztály egyik szakaszának szakaszparancsnoki beosztása volt. 1967 januárjában érkezett meg Vietnámba, egy vietnámi „Ranger” zászlóalj tanácsadójaként. Második vietnámi útján viszont már századparancsnokként szolgált (503. gyalogezred, 3. zászlóalj, „A” század). A vietnámi háború során véghez vitt hőstetteiért elnyerte az Ezüst Csillag, Legion of Merit, Bronz Csillag kitüntetéseket.
Hazatérve felvételt nyert a Harvard Egyetem John F. Kennedy Államigazgatási Karára, ahol egyetemi végzettséget szerzett. 1976-ban a Fort Leavenworthben lévő, az Egyesült Államok Hadseregének Parancsnoki és Vezérkari Főiskolájára került. Ezidőtájt több beosztásban is szolgált. 1979-ben parancsnoka lett a 9. Gyalogos Hadosztály, 60. Gyalogezred, 1. Zászlóaljának.
Részt vett a „Légi-földi ütközet/Air-Land-Battle” koncepciójának a kidolgozásában, illetve közreműködött a Fort Leavenworthben létesítendő Felsőfokú Katonai Tanulmányok Iskolájának létrehozásban, amelynek vezetői teendőit is ellátta 1983-tól.
Több doktrinális fejlesztőcsoportban tevékenykedett. Az Air-Land-Battle koncepciót 1984-től a NATO is alkalmazta. Az 1980-as évek végén a 7. Gyalogos Hadosztály, 1. Dandárját vezette, amely a 9. Gyalogezredet fogta össze. Ezidőtájt a NATO európai főparancsnokának kabinettfőnöki és főtanácsadói feladatait is ellátta. Katonai karrierje vége felé az 1. Gyalogos Hadosztály, hadosztály parancsnok-helyettese volt. Közreműködött az 1991-es Sivatagi Vihar hadművelet terveinek elkészítésében. 1993-ban nyugállományba vonult, de továbbra is részt vesz különböző területen folytatott tudományos munkában.
2010-ig tanácsadója volt az Amerikai Védelmi Minisztérium DARPA kutatási intézetnek.
Szakmai munkásságát számításba vették a 2003-as második öböl-háború tervezésében is.

## Kitüntetései
| Jelvény             | Közelharcért Gyalogsági Jelvény                                      | Közelharcért Gyalogsági Jelvény                             | Közelharcért Gyalogsági Jelvény                             |                                                             |
| Jelvény             | 2. osztályú Ejtőernyős jelvény                                       | 2. osztályú Ejtőernyős jelvény                              | 2. osztályú Ejtőernyős jelvény                              |                                                             |
| 1. sor              | Ezüst Csillag kitüntetés                                             | Ezüst Csillag kitüntetés                                    | Legion of Merit 1 db tölgyfalombbal                         |                                                             |
| 2. sor              | Bronz Csillag Kitüntetés "V-jel" hősiességért és 4 db tölgyfalombbal | Szolgálati Érem Érdem után                                  | Air Medal                                                   |                                                             |
| 3. sor              | Teljesítményért Érem                                                 | Nemzetvédelmi Szolgálati Emlékérem 1 db bronz csillaggal    | Vietnámi Szolgálati Emlékérem 4 db bronzcsillaggal          |                                                             |
| 4. sor              | Vietnámi Köztársaság Vitézségi Keresztje 3 db pálma levéllel         | Vietnámi Kiképző Szolgálati Érdemjel 2. osztálya            | Vietnámi Köztársaság Szolgálati Érme                        |                                                             |
| Alakulat kitüntetés | Vietnámi Köztársaság Vitézségi Keresztje alakulatok számára          | Vietnámi Köztársaság Vitézségi Keresztje alakulatok számára | Vietnámi Köztársaság Vitézségi Keresztje alakulatok számára | Vietnámi Köztársaság Vitézségi Keresztje alakulatok számára |
| Jelvény             | Ranger karszalag                                                     | Ranger karszalag                                            | Ranger karszalag                                            | Ranger karszalag                                            |

## Fordítás
- Ez a szócikk részben vagy egészben  a   Huba Wass de Czege című angol Wikipédia-szócikk fordításán alapul.  Az eredeti cikk szerkesztőit annak laptörténete sorolja fel. Ez a jelzés csupán a megfogalmazás eredetét és a szerzői jogokat jelzi, nem szolgál a cikkben szereplő információk forrásmegjelöléseként.